# Wilhelm Weizsäcker

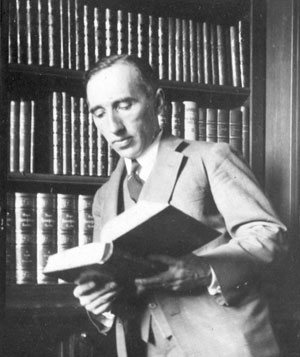
Wilhelm Weizsäcker

Wilhelm Weizsäcker (* 2. November 1886 in Prag, Österreich-Ungarn; † 19. Juli 1961 in Heidelberg) war ein deutscher Jurist und Rechtshistoriker. Er entstammt dem pfälzisch-württembergischen Geschlecht Weizsäcker.  
Er begann seine Karriere noch in der Justiz Österreich-Ungarns und war während der Ersten Republik der Tschechoslowakei Richter und Professor an der Deutschen Universität in Prag. Nach der Zerschlagung der Tschechoslowakei 1938 exponierte sich Weizsäcker im Protektorat Böhmen und Mähren als Nationalsozialist, unter anderem als Geschäftsführer der Reinhard-Heydrich-Stiftung. Nach 1945 prägte er maßgeblich das sudetendeutsche Geschichtsbild. Seine Person und sein Werk sind auf Grund seines politischen Engagements umstritten.

## Leben und Karriere

### Studium
Weizsäckers Vater war ein aus Ellwangen eingewanderter Kaufmann, seine Mutter die Tochter eines Eisenbahndirektors aus Gablonz. Wilhelm wuchs deshalb in bürgerlichen und gut situierten Umständen auf. 1904 begann er ein Studium der Rechts- und Staatswissenschaften an der deutschen Karl-Ferdinands-Universität in Prag, das er 1909 mit Promotion abschloss. Einen besonderen Schwerpunkt legte er dabei auf Rechtsgeschichte, die in Prag von Adolf Zycha vertreten wurde.

### Richter und Rechtshistoriker
1913 legte Weizsäcker die Prüfung für das Richteramt beim Prager Oberlandesgericht ab. Anschließend trat er eine Stelle beim Bezirksgericht Bilin an. Vom Kriegsdienst wurde er freigestellt. Nach dem Zusammenbruch der Habsburgermonarchie setzte er seine richterliche Laufbahn in der Tschechoslowakei fort.
1922 habilitierte er sich bei Zycha für Rechtsgeschichte. Damit er seinen Lehrverpflichtungen als Privatdozent nachkommen konnte, wurde Weizsäcker an das Handelsbezirksgericht Prag versetzt. 1926 wurde er zum außerordentlichen Professor an der Deutschen Universität ernannt. 1930 übernahm er die ordentliche Professur für Rechtsgeschichte. 1932 wählte man ihn erstmals zum Dekan der juristischen Fakultät. Daneben engagierte er sich in wissenschaftlichen und heimatkundlichen Organisationen.
Weizsäcker beschäftigte sich in seinen wissenschaftlichen Arbeiten zunächst mit dem sächsischen und böhmischen Bergrecht. Später arbeitete er vor allem zum Recht der böhmischen und mährischen Städte und zur Wechselwirkung deutschen und slawischen Rechtsdenkens. Spätestens seit Mitte der 1930er Jahre lässt sich in seinen Schriften eine Annäherung an die „Volksgeschichte“ feststellen, indem er sich zunehmend mit dem Beitrag der Deutschen zur Entwicklung ihres Siedlungsraums beschäftigte.

### Engagement für den Nationalsozialismus
Im Mai 1935 trat Weizsäcker in die Sudetendeutsche Partei ein. Im Juni 1938 nahm er ein Angebot an, Leiter der Rechtsabteilung der von Kurt Oberdorffer geleiteten Sudetendeutschen Forschungsgemeinschaft zu werden. Im Laufe der Sudetenkrise leistete er der Aufforderung der Sudetendeutschen Partei Folge, die Wahrnehmung seiner Lehrverpflichtungen zu verweigern. Die Forderung des Prager Schulministeriums, eine Erklärung der deutschen Rektoren und Dekane gegen die großdeutschen Forderungen der Sudetendeutschen Partei zu unterschreiben, lehnte er dagegen ab. Mit anderen Dozenten und Professoren der Deutschen Universität, darunter Karl Maria Swoboda und Heinz Zatschek, ging er stattdessen im September 1938 nach Wien und unterstützte von dort die Forderung nach Verlegung der Deutschen Universität in das sudetendeutsche Siedlungsgebiet. Die Prager Professoren knüpften außerdem über den Mittelsmann Mariano San Nicolò, einem Freund Weizsäckers, Verbindungen zur Münchner Universität und dabei vor allem zur Hochschulkommission der NSDAP und zur Reichsdozentenführung.
Nachdem im November 1938 der Stab des Stellvertreters des Führers eine etwaige Übersiedlung der Universität verworfen hatte, kehrte Weizsäcker nach Prag zurück und beteiligte sich in der Folge maßgeblich an der seit Dezember 1938 erfolgenden Gleichschaltung der Universität und deren Umwandlung in eine „nationalsozialistische Hochschule“. Er trat 1939 der SA im Rang eines Obersturmbannführers und auch der NSDAP (Mitgliedsnummer 7.098.455) bei. Auch nach außen vertrat Weizsäcker aktiv die Rolle, die der deutschen Universität im Nationalsozialismus zugedacht war, nämlich als „Mittlerin deutscher Wissenschaft und deutscher Kultur für den Südosten Europas,“ zu wirken.
Im August 1940 erhielt Weizsäcker vom Reichsministerium für Wissenschaft, Erziehung und Volksbildung einen Ruf, um als Nachfolger Heinrich Mitteis den Lehrstuhl für Deutsches Recht an der Universität Wien zu übernehmen. Spätestens im April 1942 wurde er jedoch von Hans Joachim Beyer angeworben, der als Sonderbeauftragter Reinhard Heydrichs in Prag die slawistische Forschung in Prag neu gestalten sollte. Ziel waren die Gleichschaltung der wissenschaftlichen Institutionen und die Propagierung des Nationalsozialismus. Zu diesem Zweck wurde schließlich im Juli 1942 die nach Heydrich benannte Reinhard-Heydrich-Stiftung gegründet. Weizsäcker kehrte im Frühjahr 1943 nach Prag zurück, um das neu errichtete Institut für Deutsches Recht im Osten im Rahmen der Stiftung zu organisieren und zu leiten. Zudem amtierte er als Verwaltungsdirektor der Reinhard-Heydrich-Stiftung.
Weizsäckers politische Zuverlässigkeit stand für das NS-Regime außer Frage. Der Sicherheitsdienst des Reichsführers SS rechnete ihn zu den „aktivistischen, nationalsozialistisch fest fundierten und volkspolitisch klar ausgerichteten und aufgeschlossenen Professoren“ der Reinhard-Heydrich-Stiftung. In seinen eigenen Arbeiten über das Stadtrecht setzte Weizsäcker die Umvolkungsthesen Beyers um, etwa in der Behauptung, dass es das deutsche Stadtrecht gewesen sei, das im tschechischen Volkstum eine städtische Kultur hervorgerufen habe. Den demokratischen Parteienstaat hingegen lehnte er ab:

„Die parteienmäßige Zersplitterung des Parteienstaates, die Absurdität des demokratischen Mehrheitsprinzips besonders im Nationalitätenstaat, die Lüge des Repräsentationssystems und die individualistisch aufgezäumte Gleichheit vor dem Gesetz, all das sind Einrichtungsstücke aus der Rumpelkammer einer vergangenen Staatslehre, deren Wirkung sich gerade in der Geschichte Böhmens und Mährens trefflich studieren lässt.“

Weizsäcker setzte sich auch öffentlich für den Nationalsozialismus ein. Das Gaupropaganda-Amt Reichenberg dankte Weizsäcker am 28. April 1944 für eine öffentliche Rede mit den Worten: „Sie haben durch den Einsatz ihrer Person den Glauben an den Sieg in vielen hundert Volksgenossen erneut gestärkt und das Wissen um die nationalsozialistische Idee vertieft.“
Weizsäcker harrte bis zuletzt in Prag aus. Am 8. Mai 1945 floh er vor der anrückenden Roten Armee aus einem Seitenausgang der Universität und zog mit der abziehenden Wehrmacht nach Westen.

### Nach dem Zweiten Weltkrieg
Weizsäcker geriet in amerikanische Kriegsgefangenschaft und wurde in Pilsen interniert. Am 9. Juni 1945 gelang ihm die Flucht, und er schlug sich nach München durch. Bis Ende 1949 arbeitete er hier als Rechts- und Verwaltungsberater des Hauptausschusses für Flüchtlinge und Ausgewiesene in Bayern und für die Sudetendeutsche Wirtschaftshilfe. Auch nach außen vertrat er die Interessen der sudetendeutschen Vertriebenen. Am 13. April 1948 wurde er von der Münchner Spruchkammer X gegen eine Geldbuße von M 300,- als „Mitläufer“ entnazifiziert. Als Mitarbeiter des Deutschen Rechtswörterbuchs fand er am 4. Oktober 1950 eine Anstellung als Honorarprofessor in Heidelberg.
Weizsäcker engagierte sich in vielen Institutionen und Vereinen wie dem Adalbert-Stifter-Verein, dem Ostdeutschen Kulturrat, in der Historischen Kommission der Sudetenländer, in der Pfälzischen Gesellschaft zur Förderung der Wissenschaften, im Collegium Carolinum und im Herder-Forschungsrat. Gemeinsam mit Bruno Schier, Eugen Lemberg, Hermann Aubin, Josef Hanika und Kurt Oberdorffer bildete er damit ein Wissenschaftsnetzwerk. Für sein Engagement bei der Betreuung der sudetendeutschen Vertriebenen erhielt er 1955 das Verdienstkreuz des Verdienstordens der Bundesrepublik Deutschland. Zu seinem 70. Geburtstag wurde ihm von Freunden und Kollegen das zweite Heft der Zeitschrift für Ostforschung gewidmet. Nach § 78a des Gesetzes zur Regelung der Rechtsverhältnisse der unter Artikel 131 des Grundgesetzes fallenden Personen erhielt er am 29. Juli 1958 in Heidelberg die Rechtsstellung eines emeritierten ordentlichen Professors.

## Kritische Würdigung
Leben und Werk Wilhelm Weizsäckers werden unterschiedlich beurteilt. Für Joachim Bahlcke fügt sich

„[d]ie leidenschaftliche, herausfordernde Rhetorik und die offene Sympathie gegenüber dem nationalsozialistischen Regime […], wie sie […] gelegentlich in Publikationen der frühen vierziger Jahre anklingt, […] nicht recht in das Bild des feinsinnigen kleinen Mannes, der ohne Zweifel deutschnational empfand und das Münchener Abkommen als Genugtuung aufnahm. […] Wie viele andere sollte jedoch auch Weizsäcker die nationalsozialistische Expansionspolitik als bloße Revisionspolitik vollständig mißverstehen. […] Weizsäckers reservierte Haltung gegenüber dem demokratischen Parteienstaat erklärt sich weniger aus einer grundsätzlich-weltanschaulichen Ablehnung parlamentarischer Formen als vielmehr aus der konkret als Benachteiligung und Ausgrenzung empfundenen staatsrechtlichen und politischen Stellung der Sudetendeutschen nach 1918, kurz: der weit verbreiteten Befürchtung nationaler Existenzgefährdung und der Sorge um sozialen Abstieg.“

„Aufs ganze gesehen ist es Weizsäcker im Vergleich zu anderen Hochschullehrern während der Protektoratszeit […] größtenteils gelungen, seine eigenen Forschungen zur böhmischen Rechtsgeschichte, trotz aller Versuche zur Indienstnahme der wissenschaftlichen Forschungen zur Propagierung des Dritten Reiches und zur Einbeziehung in die nationalsozialistische Unterwerfungs- und Vernichtungspolitik kontinuierlich und mit Erfolg fortzusetzen; seine fachlichen Veröffentlichungen und Vorträge in den Jahren vom Münchner Abkommen bis zum Ende des Krieges zeigen, dass er seine wissenschaftlichen Kräfte vorrangig auf Quellenstudien und Detailforschungen konzentrierte, die von ideologischen Gegenwartsinteressen im engeren Sinne losgelöst waren.“

Karel Hruza hebt dagegen hervor, dass Weizsäcker für sein Engagement mehrfach von nationalsozialistischen Institutionen und Organisationen ausgezeichnet und belobigt wurde. Weizsäcker habe sich freiwillig, ohne dass Druck ausgeübt worden sei, Hans Joachim Beyer und dessen Interessengruppen angeschlossen und sich maßgeblich für die Gleichschaltung der Deutschen Universität im nationalsozialistischen Sinne engagiert. Hruza beurteilt Weizsäcker:

„Er […] war ein Nationalist mit rückwärtsgewandten und kulturpessimistischen Ansichten, der sich zum überzeugten Nationalsozialisten wandelte und dachte, einen ‚Volkstumskampf‘ mit wissenschaftlichen ‚Waffen‘ zu führen. […] Als Nationalsozialist hat er die Maßnahmen des NS-Regimes begrüßt, aktiv mitgetragen und gleichzeitig Privilegien genossen, die anderen Geisteswissenschaftlern versagt blieben.“

Einig sind sich Bahlcke und Hruza aber darin, dass Weizsäcker einer der führenden Wissenschaftler im „sudetendeutschen Volkstumskampf“ war, der entscheidend zur Formierung eines sudetendeutschen Geschichtsbilds und dessen Integration in die allgemeine Deutsche Geschichte beitrug, ohne sich dabei, wie Hruza am Beispiel von Weizsäckers Geschichte der Deutschen in Böhmen und Mähren von 1950 zeigt, nach 1945 von der volksgeschichtlichen Terminologie des Nationalsozialismus zu lösen.
In der Sowjetischen Besatzungszone wurde das von ihm 1939 mit Gustav Pirchan und Heinz Zatschek herausgegebene Das Sudetendeutschtum auf die Liste der auszusondernden Literatur gesetzt.

## Schriften (Auswahl)
- Die Landfremden im böhmischen Stadtrechte der vorhussitischen Zeit. Verl. der Lese- und Redehalle der deutschen Studenten, Prag 1924.
- Geschichte des Bergbaues in den Sudetenländern. Dt. Verein zur Verbreitung Gemeinnütziger Kenntnisse, Prag 1928.
- Mit Erich Gierach: Sächsisches Bergrecht in Böhmen. Das Joachimsthaler Bergrecht des 16. Jahrhunderts. Stiepel, Reichenberg 1929.
- Mit Emil Werunsky: Das historische Recht der deutschen Universität in Prag. Ein Schlusswort ihres akadem. Senats., Prag 1930.
- (Hrsg.): Das Graupner Bergbuch von 1530. Nebst einem Bruchstücke des Graupner Bergbuchs von 1512. Verl. d. Anst. für Sudetendeutsche Heimatforschung, Reichenberg 1932.
- Mit Karl Zimmer: System des tschechoslowakischen Bergrechts unter Berücksichtigung des österreichischen. Mercy, Prag 1933.
- Rechtsgeschichte von Stadt und Bezirk Komotau bis 1605. Dt. Bezirkslehrerverein, Komotau 1935.
- Die Verbreitung des deutschen Stadtrechts nach dem Osten. Vowinckel, Heidelberg, Berlin 1936.
- Volk, Sippe und Familie im älteren deutschen Rechte. Calve in Komm, Prag 1936.
- Magdeburg in der Politik der deutschen Kaiser. Beiträge zur Geopolitik und Geschichte des ostfälischen Raums; anläßlich der 1000jährigen Wiederkehr der Thronbesteigung Ottos des Großen. In: Magdeburg in der Politik der deutschen Kaiser, Beiträge zur Geopolitik und Geschichte des ostfälischen Raums; anläßlich der 1000jährigen Wiederkehr der Thronbesteigung Ottos des Großen. – Heidelberg u. a.: Vowinckel. 1936.
- Hrsg. mit Gustav Pirchan und Heinz Zatschek: Das Sudetendeutschtum. Sein Wesen und Werden im Wandel der Jahrhunderte; Festschrift zur 75 Jahrfeier d. Vereins f. Geschichte der Deutschen in Böhmen. Rohrer, Brünn 1937.
- Das Recht. In: Das Sudetendeutschtum. 1938, S. 109–149.
- Zur Geschichte des Meißner Rechtsbuchs in Böhmen und Mähren. In: Festschrift Ulrich Stutz zum siebzigsten Geburtstag. 1938, S. 584–614.
- Das deutsche Recht des Ostens im Spiegel der Rechtsaufzeichmungen. In: Deutsches Archiv für Landes- und Volksforschung. 1939, S. 50–77.
- Das Recht. In: Das Sudetendeutschtum. 1939, S. 117–158.
- Aus der Geschichte des Judenrechts in Böhmen-Mähren. In: Zeitschrift für osteuropäisches Recht. 1940, S. 457–467.
- Der Böhme als Obermann bei der deutschen Königswahl. In: Festschrift Ernst Heymann. 1940, S. 191–208.
- Die Grundstücksübereignung in Komotan nach den zwei ältesten Stadtbüchern. In: Wissenschaft im Volkstumskampf. 1941, S. 329–346.
- Die Verbreitung des Meissner Rechtsbuchs im Osten. In: Deutsches Archiv für Landes- und Volksforschung. 1941, S. 26–38.
- Zur Geschichte der Sammlungen Magdeburger Schöffensprüche im böhmischen Raum. In: Abhandlungen zur Rechts- und Wirtschaftsgeschichte. 1941, S. 265–284.
- Der Stand der rechtsgeschichtlichen Forschung im deutschen Osten. In: Deutsche Ostforschung. 1942, S. 391–419.
- Von deutschen Stadtrecht in den Sudetenländern. In: Zeitschrift für deutsche Geisteswissenschaft. 1942, S. 272–299.
- Die deutschen Bauern im Protektorat und im Sudetenland. In: Adel und Bauern im deutschen Staat des Mittelalters. 1943, S. 252–266.
- Die politische Leistung der Karls-Universität [Prag]. In: Böhmen und Mähren. 1943, S. 19–22.
- Mit Fritz Markmann: Magdeburger Schöffensprüche und Rechtsmitteilungen für den Oberhof Leitmeritz. Kohlhammer, Stuttgart 1943.
- Schicksalhafte Schlachtfelder. In: Das Böhmen und Mähren-Buch. Volkskampf und Reichsraum. Volk und Reich, Prag, Amsterdam. Berlin, Wien 1943, S. 199–205.
- Mit Otto Peterka: Beiträge zur Rechtsgeschichte von Leitmeritz. Volk und Reich Verl, Prag 1944.
- Die deutsche Universität in Prag. Gans, Gräfelfing b. München 1948.
- Geschichte der Deutschen in Böhmen und Mähren. Flemming, Hamburg 1950.
- Das deutsche Recht als Aufbaufaktor des Ostens. In: Der deutsche Osten und das Abendland. 1953, S. 95–114.
- Über eine böhmische Schöffenspruchsammlung in der Lemberger Staatsbibliothek. In: Prager Festgabe für Theodor Mayer. 1953, S. 138–147.
- Volk und Staat im deutschen Rechtssprichwort. In: Aus Verfassungs- und Landesgeschichte. 1954, S. 305–329.
- „Huden“ und „Hüten“. Ein Kapitel Rechtssprachgeschichte. In: Syntagma Friburgense. 1956, S. 293–299.
- Pfälzische Weistümer. Verl. d. Pfälz. Gesellsch. zur Förderg d. Wiss, Speyer 1957.
- Imperator und huldigende Frauen. In: Festschrift für Karl Gottfried Hugelmann zum 80. Geburtstag am 26. September 1959. 1959, S. 815–831.
- Mit Otto Gönnenwein: Deutsches Rechtswörterbuch. Wörterbuch der älteren deutschen Rechtssprache. Böhlau, Weimar 1960.
- Quellenbuch zur Geschichte der Sudetenländer. Lerche, München 1960.
- Von der Urzeit bis zu den verneuerten Landesordnungen (1627/1628). Lerche, München 1960.
- Mit Konstanzer Arbeitskreis für mittelalterliche Geschichte: Über die Bedeutung des Lehnswesens in den Sudetenländern. Sigmaringen, Thorbecke 1960.
- Die Entstehung der Landgemeinde in Böhmen. In: Die Anfänge der Landgemeinde und ihr Wesen. 1964, S. 379–386.